# Vlag van de Roma

De vlag van de Roma, ontworpen in 1933, werd erkend tijdens het eerste Internationale Romani Congres in 1971

De vlag van de Roma (Romani: O styago le romengo) is de internationale vlag van de Roma.
De vlag werd in 1933 ontworpen door de Algemene Unie van de Roma van Roemenië (Uniunea Generala a Romilor din Romania) en erkend door internationale vertegenwoordigers tijdens het eerste Internationale Romani Congres op 8 april 1971 in Londen. Tijdens dit congres werd Djelem, djelem erkend als internationaal volkslied van de Roma. De datum 8 april werd daarom uitgeroepen tot de internationale Romadag.
De vlag bestaat uit de kleuren blauw en groen die de hemel en aarde vertegenwoordigen. Vergelijkbaar met de vlag van India staat in het midden een rode chakra afgebeeld, als een verwijzing naar de nomadische levensstijl van de bevolkingsgroep. Om die reden wordt de vlag niet door alle subgroepen erkend, omdat dit niet het geval is voor Roma in Centraal-Europa. Op een alternatief congres in 1992 in Riga werd daarom een andere vlag voorgesteld, waarin blauw en groen staan voor de hemel en de bossen. In plaats van de chakra wordt in het midden een paardenhoofd afgebeeld dat symbool staat voor de onafhankelijkheid van de etnische groep.